# Myotis septentrionalis
Myotis septentrionalis là một loài động vật có vú trong họ Dơi muỗi, bộ Dơi. Loài này được Trouessart mô tả năm 1897.

## Hình ảnh

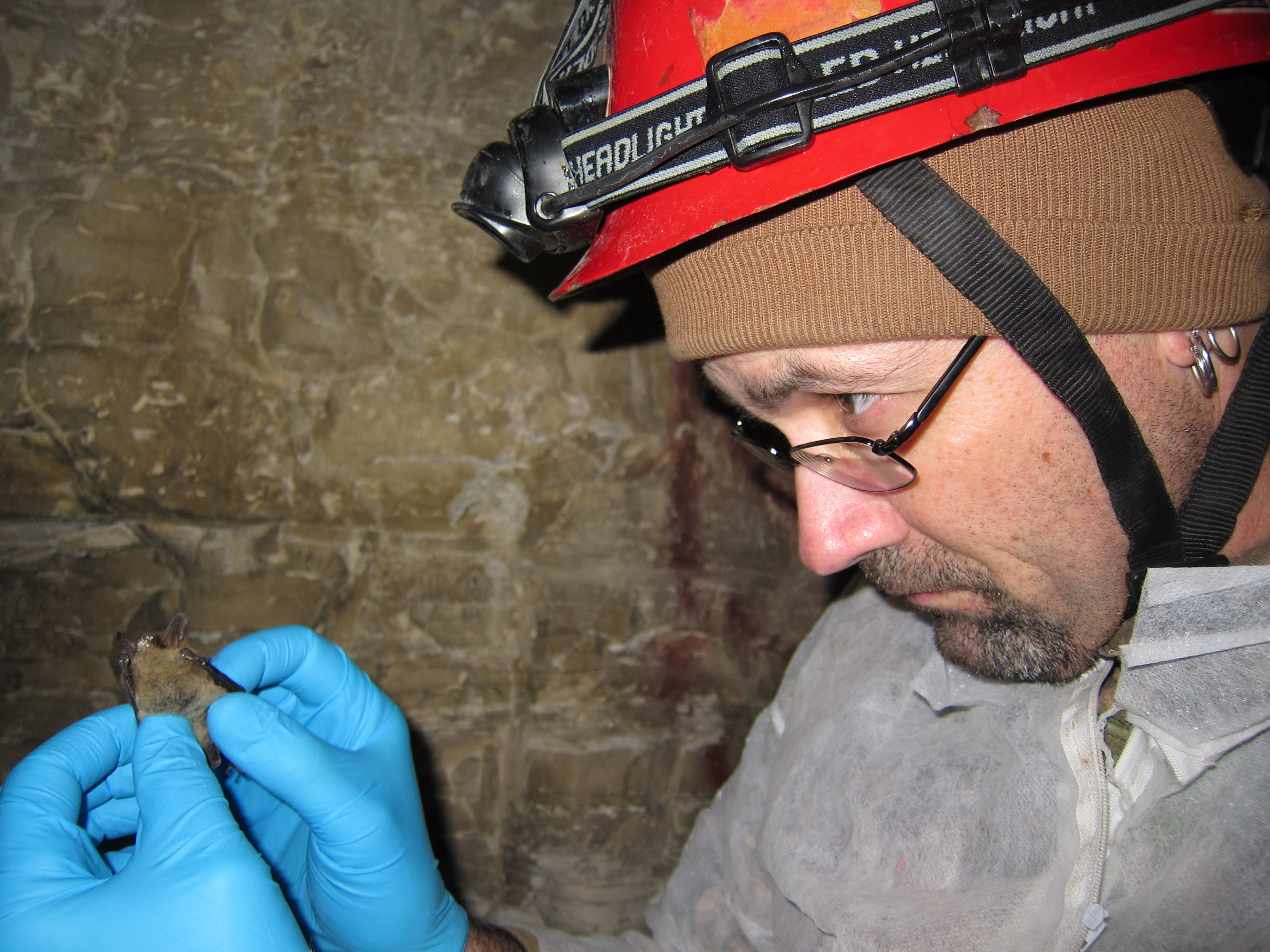
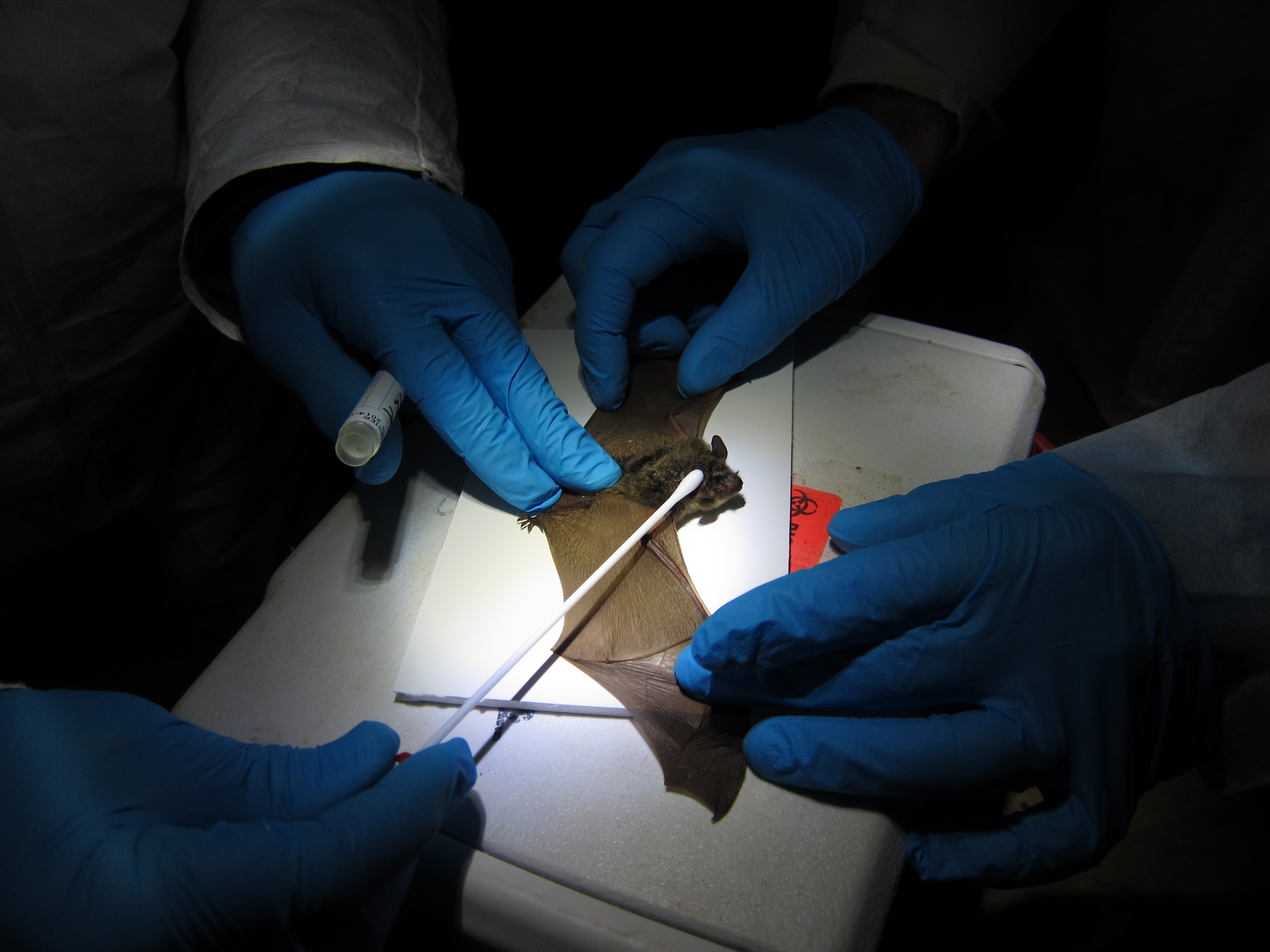
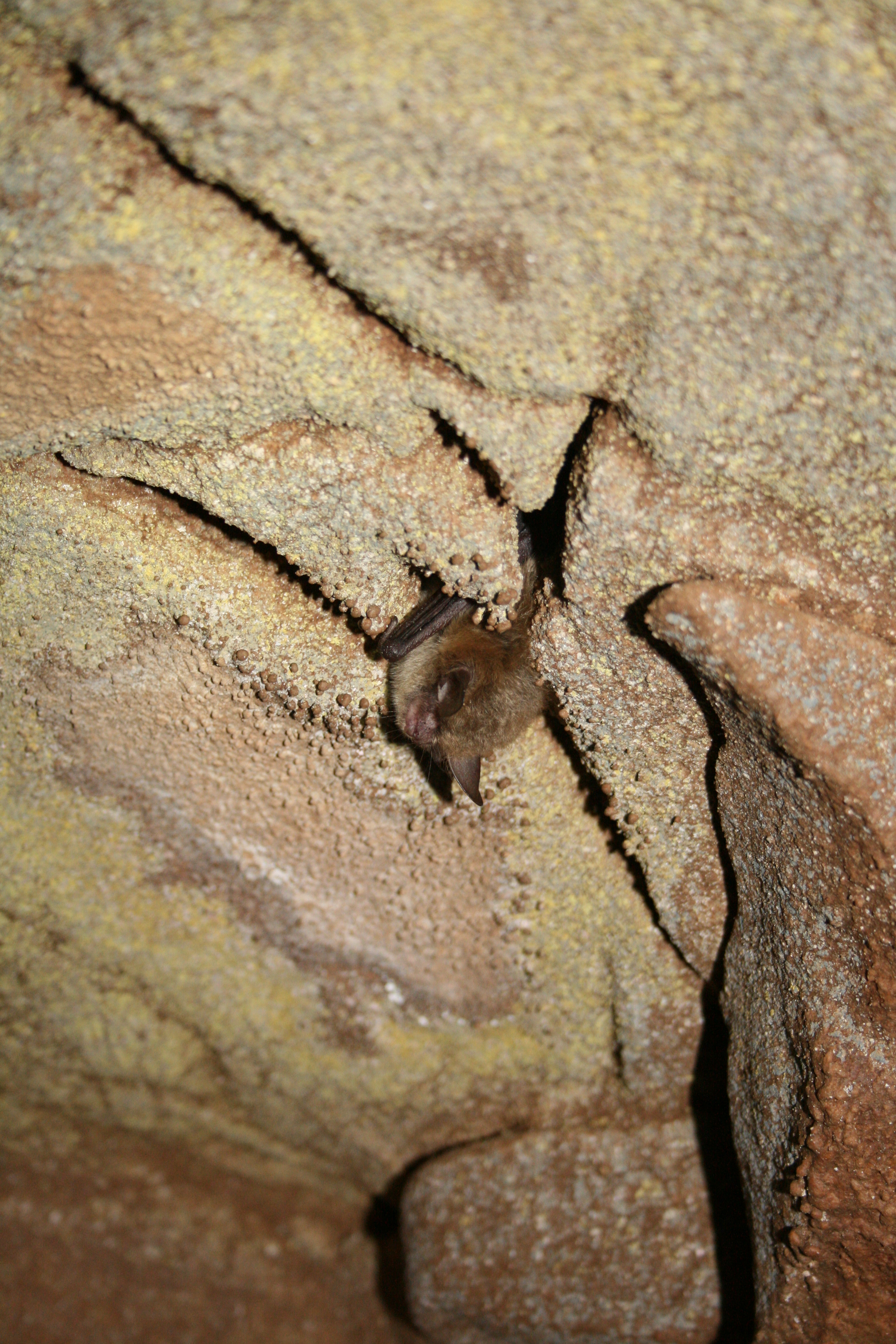
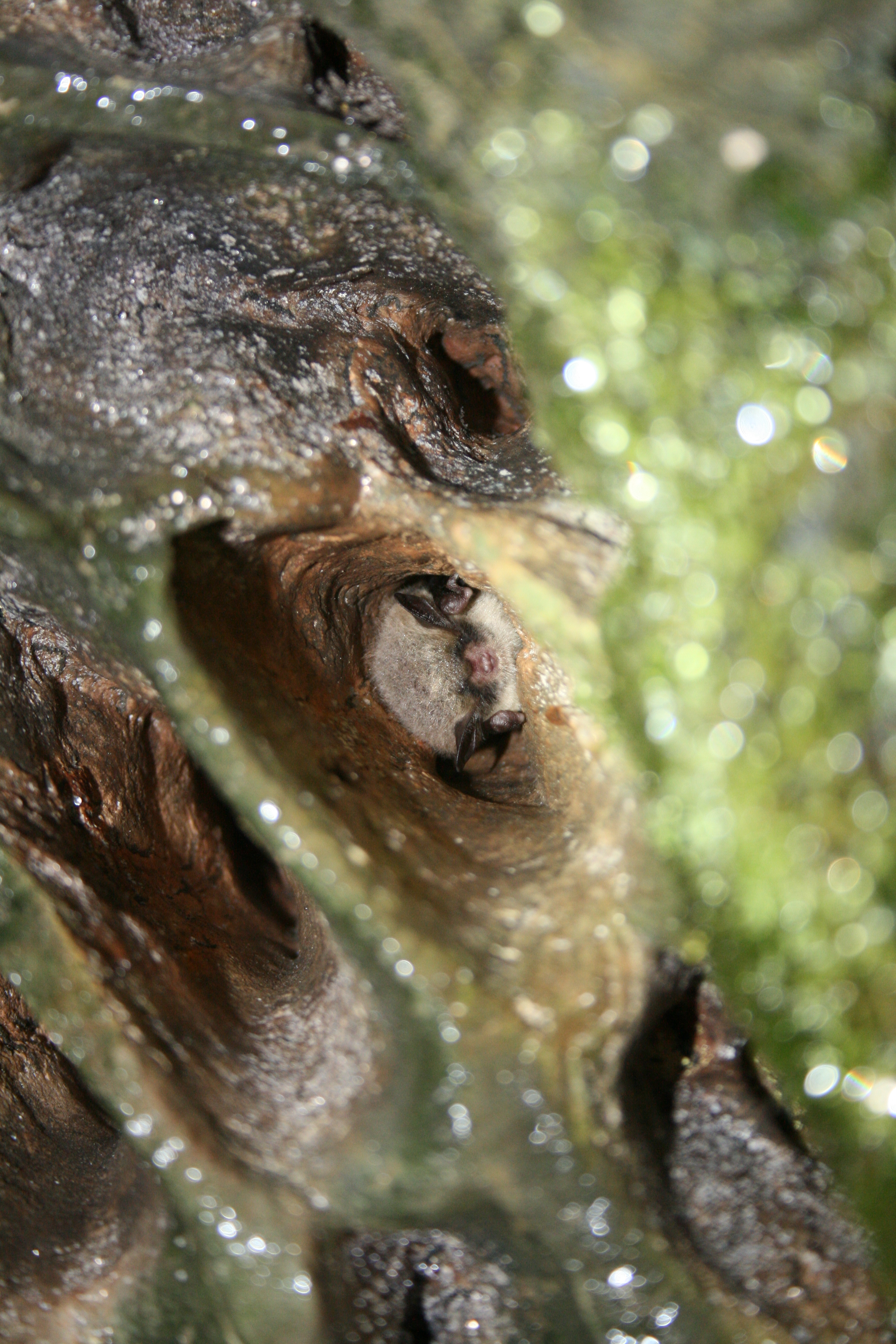